# Casinaria trochanterator
Casinaria trochanterator là một loài tò vò trong họ Ichneumonidae.